# Góra Lewicki
Góra Lewicki – wzgórze o wysokości 379,1 m n.p.m.. Znajduje się na Wyżynie Olkuskiej pomiędzy miejscowościami Filipowice (na ich terenie; działka 2150) oraz Dulową w województwie małopolskim.